# Junior Bake Off Italia (quarta edizione)
La quarta edizione di  Junior Bake Off Italia è andata in onda nel 2019 su Real Time.
Il programma è presentato da Katia Follesa ed ha come giudici Ernst Knam, Damiano Carrara e Clelia d'Onofrio

## Concorrenti
| Concorrente         | Età |
| ------------------- | --- |
| Samir Ricetti       | 11  |
| Rachele             | 8   |
| Antonio             | 10  |
| Sara G.             | 10  |
| Beatrice Riva       | 7   |
| Pietro              | 7   |
| Sara Alessi         | 11  |
| Nicole              | 9   |
| Chiara              | 10  |
| Alessandro Sampieri | 10  |

## Tabella delle eliminazioni
|               | 1         | 2         | Semifinale | Finale  | Finale    |  |  |  |  |  |
| Prova Tecnica | N.D.      | N.D.      | N.D.       | Sara A. | Sara A.   |  |  |  |  |  |
| Samir         | PRIMO     | SALVO     | FINALISTA  | SALVO   | VINCITORE |  |  |  |  |  |
| Sara A.       | SALVA     | SALVA     | PRIMA      | SALVA   | SECONDA   |  |  |  |  |  |
| Antonio       | SALVO     | SALVO     | FINALISTA  | TERZO   |           |  |  |  |  |  |
| Rachele       | SALVA     | PRIMA     | FINALISTA  | TERZA   |           |  |  |  |  |  |
| Beatrice      | SALVA     | SALVA     | ELIMINATA  |         |           |  |  |  |  |  |
| Pietro        | SALVO     | SALVO     | ELIMINATO  |         |           |  |  |  |  |  |
| Nicole        | SALVA     | ELIMINATA |            |         |           |  |  |  |  |  |
| Sara G.       | SALVA     | ELIMINATA |            |         |           |  |  |  |  |  |
| Alessandro    | ELIMINATO |           |            |         |           |  |  |  |  |  |
| Chiara        | ELIMINATA |           |            |         |           |  |  |  |  |  |

Legenda:
     Il concorrente ha vinto la gara
     Il concorrente ha perso la sfida finale e si classifica al secondo posto della gara
     Il concorrente si classifica al terzo posto della gara
     Il concorrente accede in finale
     Il concorrente ha vinto il grembiule blu
     Il concorrente è salvo e accede alla puntata successiva
     Il concorrente è stato eliminato al termine della puntata
     Il concorrente è stato eliminato dopo la prova creativa

## Riassunto episodi

### Episodio 1
Prima TV : 4 gennaio 2019
- La prova creativa: Torta bella dentro
- La prova tecnica: La torta di mele della nonna di Clelia
- Grembiule blu: Samir
- Concorrenti eliminati: Alessandro e Chiara

### Episodio 2
Prima TV : 11 gennaio 2019
- La prova creativa: Torta tutorial
- La prova tecnica: Pizza
- Grembiule blu: Rachele
- Concorrenti eliminati: Sara G.e Nicole

### Episodio 3
Prima TV : 18 gennaio 2019
- La prova creativa: I grandi classici della pasticceria
- La prova tecnica: Torta Puzzle
- Grembiule blu: Sara A.
- Concorrenti eliminati: Beatrice e Pietro

### Episodio 4
Prima TV : 25 gennaio 2019
- La prova creativa: Torta ispirata ad una festività
- La prova tecnica: 3 torte in sequenza
- La prova finale: Vetrina di dolci
- Concorrenti eliminati dopo la prova tecnica: Antonio e Rachele
- Secondo classificato: Sara A.
- Vincitore: Samir

## Ascolti
| Puntata    | Data            | Telespettatori | Share |
| ---------- | --------------- | -------------- | ----- |
| 1          | 4 gennaio 2019  | 442.000        | 1,8%  |
| 2          | 11 gennaio 2019 | 675.000        | 2,6%  |
| Semifinale | 18 gennaio 2019 | 635.000        | 2,5%  |
| Finale     | 25 gennaio 2019 | 663.000        | 2,6%  |
| Media      | Media           | 604.000        | 2,4%  |